# 기펜재
경제학에서 기펜재(giffen good)는 열등재가 가격이 오름에 따라 사람들이 더 많은 것을 구매하는 것으로, 소득 효과와 관련이 있다. 기펜재가 존재한다는 증거는 제한되어 있지만, 미시경제학에서의 수학적 모델은 이러한 것이 있다는 것을 증명한다. 기펜재라는 이름은 로버트 기펜에게서 유래되었는데, 알프레드 마셜의 Principles of Economics에 기펜재에 관한 글을 썼기 때문이다.
```
대부분의 상품에서, 가격과 수요량은 음(-)의 관계를 갖고있다. 이를 수요의 법칙이라 부르며 가격과 수요량은 정반대로 움직인다. 가령, 가격이 상승할 경우, 수요량은 줄어들고, 가격이 하락하면 수요량은 늘어나게 된다.
이와 다르게 기펜재의 가격과 수요량은 비례한다, 즉 수요의 법칙이 성립하지 않는 양(+)의 관계를 가진다. 진정한 기펜재가 되기 위해선, 수요를 결정하는 유일한 힘이 가격에만 있어야 하며, 과시적 소비는 여기서 논의되지 않는다 (과시적 소비가 적용되는 상황은 
베블런재
이다)
```

마셜이 예로 든것은 열등재인 주식, 즉 우리가 항상 먹는 음식이다, 이들에 대한 요구가 가난으로 인해 증가 되고 가난한 사람들이 더 좋은 음식을 살 수 없는 상황이 되었을 때, 주식(예를 들어 빵, 쌀, 밀가루)의 가격은 올라가고, 가난한 사람들은 다른 음식을 살 수 없기 때문에 가장 기초적인 음식만을 먹어야 하며, 이것은 다시금 가격의 상승으로 연결된다.
마셜의 1895년 《경제학 원론》에서 다음과 같이 적고 있다:
기펜이 말한것처럼, 빵의 가격이 올라 그것이 가난한 자들의 수입을 흡수하고 그들에게 한계효용을 다른 것으로 올릴 수가 없을 때, 그들은 고기와 다른 전분음식의 수요를 줄이고 빵이 가장 그들에게 싼 음식이기 때문에 빵의 소비줄이지 않고, 오히려 늘린다.

## 역사
영국의 경제학자 로버트 기펜이 아일랜드인들이 감자의 가격이 올라가면 감자의 소비를 줄이는 것이 아니라 오히려 늘리는 것을 발견했다. 후에 이는 기펜재라고 이름지어졌다. 열등재이면서 소득 효과가 매우 큰 경우에서 기펜재의 성격을 띄는데 현실에선 이를 찾기 힘들었다. 경제학자들은 기펜재의 성격을 갖는 상품을 찾아보려고 했다. 로버트 바탈리오 등은 동물의 경우 기펜재가 존재한다는 사실을 발견했다. 쥐를 대상으로 한 실험에서 쥐가 눌러 단맛이 나는 루트비어와 퀴닌을 섞은 쓴맛 나는 물이 나오는 손잡이 두 개를 설치했다. 바탈리오 등은 실험을 통해 쥐들이 퀴닌을 섞은 물을 열등재로 인식하였는데, 쥐들은 오히려 퀴닌을 섞은 물을 얻기 위해 손잡이를 누르는 횟수가 오르는 등 가격이 상승하였을 때 더 자주 퀴닌 손잡이를 누르는 반응을 보인다는 것을 발견했다. 이를 통해 기펜재의 개념이 동물에게선 관찰된다는 것이 확인되었다.

## 기펜재의 분석

기펜재의 무차별 곡선

기펜재는 다음 2가지 전제조건을 충족할 경우에 이루어진다:
1. 재화가 열등재이며;
2. 소득 효과가 대체 효과보다 크다.

이것은 도표를 통해 볼 수 있다. 맨 처음 시작할 때의 소비자의 예산선은 선분 MN을 통해 나타나듯이 상품 Y나 상품 X을 구입하는데 쓰일 수 있다. (M = 사용 가능한 총 수입을 상품 Y의 가격으로 나눈 것, N = 사용 가능한 총 수입을 상품 X의 가격으로 나눈 것) 여기서 점 A는 소비자가 그의 취향에 따라 무차별 곡선에서 선택할 수 있는 최상의 선택이다.
만약 상품 X의 가격이 떨어진다면, 두가지 효과가 발생할 수 있다. 상품 X의 상대 가격이 떨어짐으로 인해 상품 X의 선호도가 높아질 것이며, 이를 대체 효과라 한다. 이것은 그림에서 보여지듯이, 무차별 곡선에서점 A가 점 B로 옮겨지는 이동에서 볼 수 있다. (효용은 동일하게 하면서, 상대 가격만을 변화시킨다) 그와 동시에, 가격의 하락은 소비자의 구매력을 증가시킨다, 이를 소득 효과라고 한다. (예산선이 바깥쪽으로 움직인다). 이로 인해 예산선이 MN에서 MP (P = 소득을 새 상품가격 X로 나눈 것)로 변한다. 대체 효과 (점 A에서 점 B로의 이동)는 상품 X의 수요를 증가시켜 이에 대한 수요는 XA에서 XB로 옮겨지지만 소득 효과로 인해 상품의 수요는 XB에서 XC로 옮겨지게 된다. 이를 종합해 봤을 때, Xa로부터 Xc의 수요의 감소는 X를 기펜재라고 부를 수 있게 되는 것이다.

## 기펜재의 사례

### 아일랜드 감자 기근 사태
아일랜드 대기근 때의 감자는 오랜 시간 동안 유일한 기펜재의 예로 믿어져 왔다. 하지만 그 이론은 시카고 대학의 셔윈 로젠 교수의 '감자의 역설'이라는 논문에 의해 뒤집어졌다. 로젠은 이 현상이 평상시의 수요 모델로 설명될 수 있음을 증명해 보였다.

### 멕시코의토르티야
경제학자 데이비드 맥켄지는 1994년에서 1996년까지의 멕시코에서 소득이 떨어지던 시기에 가격이 치솟은 토르티야의 수요에 대해 분석하였다. 그는 상대적으로 소득이 높은 계층에게 토르티야는 열등재였지만, 극빈층에게 토르티야는 정상재라는 것을 발견했다. 상대적으로 고소득층에서 엥겔 곡선이 왼쪽으로 꺾이는 형태를 띠었지만, 토르티야가 기펜재라고 결론내리지는 못했다.

## 같이 보기
- 소비자 이론
- 수요의 가격 탄력성
- 수요와 공급
- 베블런재
- 열등재
- 정상재

## 추가 문헌
- DeGrandpre, R. J.; Bickel, W. K.; Rizvi, S. A.; Hughes, J. R. (1993). “Effects of income on drug choice in humans”. 《Journal of the Experimental Analysis of Behavior》 59 (3): 483–500. doi:10.1901/jeab.1993.59-483.
- Abramsky, Sasha (2005년 10월 17일). “Running on Fumes”. 《The Nation》. 15–19면. 2008년 3월 5일에 원본 문서에서 보존된 문서. 2013년 4월 20일에 확인함.
- Jensen, Robert; Miller, Nolan (2007). “Giffen Behavior: Theory and Evidence”. KSG Faculty Research Working Paper RWP07-030. 2012년 4월 7일에 원본 문서에서 보존된 문서. 2013년 4월 20일에 확인함.
- Baruch, Schmuel; Kannai, Yakar (2001). “Inferior Goods, Giffen Goods, and Shochu” (PDF). 2012년 9월 4일에 원본 문서 (PDF)에서 보존된 문서. 2013년 4월 20일에 확인함.
- Bopp, Anthony (1983). “The Demand for Kerosene: a Modern Giffen Good”. 《Applied Economics》 15 (4): 459–467. doi:10.1080/00036848300000017.
- Alfred Marshall Principles of Economics Bk.III,Ch.VI in paragraph III.VI.17
- The Last Word on Giffen Goods?
- Giffen good
- What Do Prostitutes and Rice Have in Common?